# درتون (باكينجهامشير)
درتون (بالإنجليزية: Dorton)‏ هي قرية و أبرشية مدنية تقع في المملكة المتحدة في إنجلترا.  يقدر عدد سكانها بـ 166 نسمة .